# 반고 (신화)

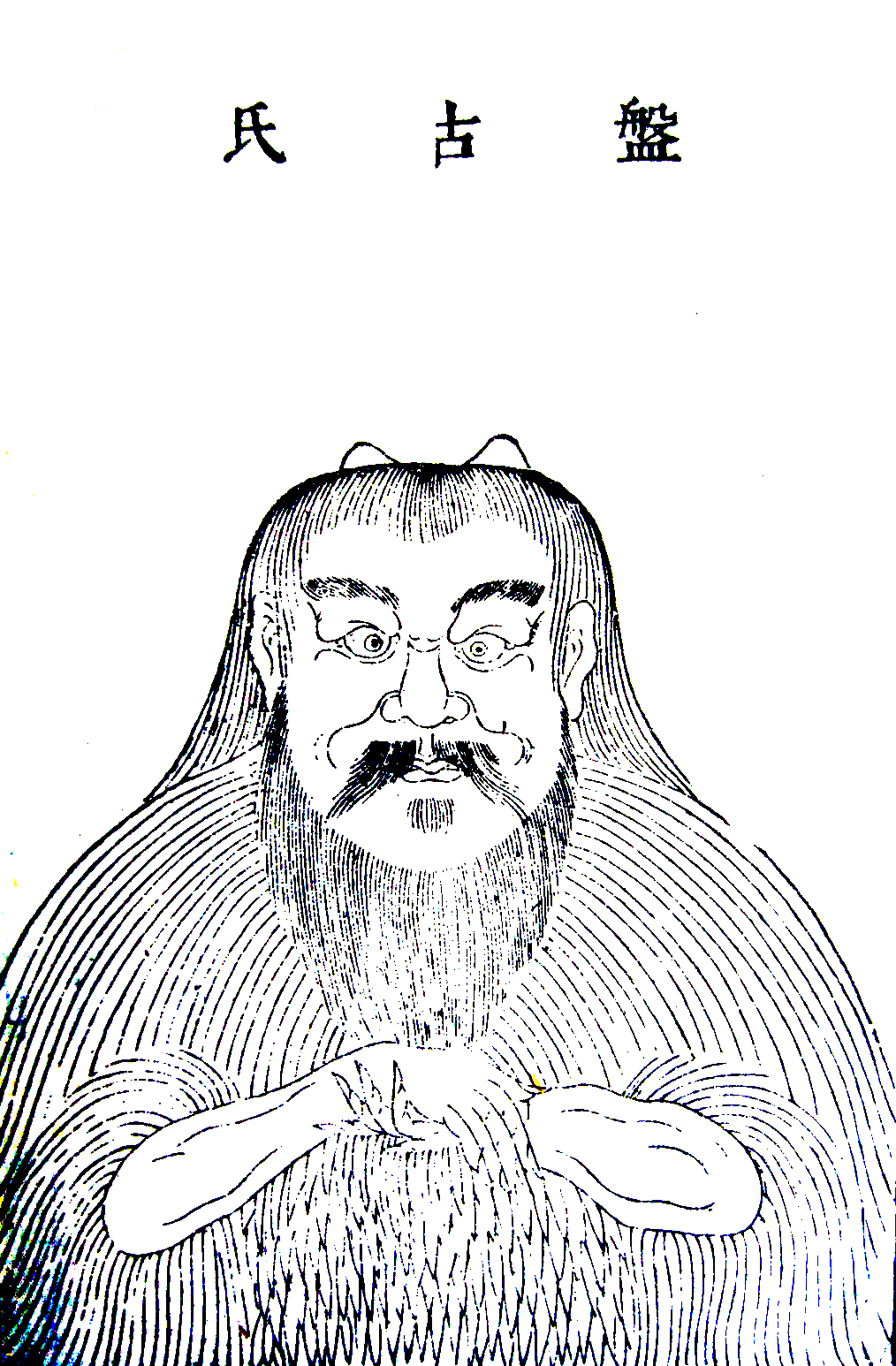
삼재도회에 그려진 반고

반고(중국어 정체자: 盤古)는 중국 신화에서 나오는 최초의 창세신이다.

## 개요
반고에 대한 기술은 오나라의 서정이 쓴 《삼오역기》에 등장한다. 삼오역기에선 천지가 생기기 이전에 알 속의 내용과 같이 혼돈된 상태에서 반고가 출현했다고 기록하고 있다. 양나라의 임방이 쓴 《술이기》에선 천지의 형태가 만들어진 뒤 반고는 죽어 그 시체로부터 만물이 생성되었다고 적고 있다. 가령 반고의 왼쪽 눈으로부터는 태양이, 오른쪽 눈으로부터는 달이, 머리와 몸으로부터는 중국의 오악(다섯개의 산)이 태어났다고 한다.
반고는 천지창조의 신이기 때문에, 연대로 짐작하면 인류를 창조한 신인 복희 · 여와보다 이전에 존재한 것이 된다. 그러나 문헌이나 고찰등으로 반고의 존재가 언급된 것은 사기(전한)나 풍속통의(후한)으로, 삼황오제가 거론되었던 시대보다 훨씬 후대의 일이다.

## 비교
중국 신화에서 천지를 창조했다고 하는 `반고(盤古)'와 한국의 마고(麻姑)신화는 비슷한 이름으로 연관된 신화에서 전래된 것으로 말하기도 하지만 한자가 다르듯 의미도 전혀 다르다. 한국에서는 단순히 노파라는 뜻으로 쓰이기도 하고 제주에서는 묻혀 죽은 노파라는 뜻에서 `매고(埋姑)할망'이라고 불리게 되었다는 전설도 있어 토착신화로 분류된다. 한국의 마고는 전해오는 전설이 곳곳에 남아 있으며, 주로 내기를 하여 성을 쌓거나 산을 옮기고 맨발로 바다를 건너는 거인이나 신선으로 묘사되어 있다. 노고할미, 선문대할망 같은 할머니 전설이 그 부류에 해당한다.
특히 전설에서 단군에게 굴복한 ‘마고’처럼 산신이 되거나 선문대할망 같이 빠져죽거나 마고에 대한 얘기는 한민족의 전설과 밀접되어 있다. 18세기 장한철(張漢喆)이 지은 <표해록(漂海錄)>에 사람들이 한라산을 보고 살려달라고 비는 모습이 묘사되어 있는데 그때 그들의 입에서 나오는 말이 선마고(詵麻姑)이다. 마고에 빌었다는 의미로 선문대할망이 한자 선마고로 표기된 것이다. 이토록 전국 곳곳에 마고가 섬을 만들거나 산을 만들고 치마로 돌을 날라 쌓았다는 성이 있는 것을 보면 토착신화 계열의 여신임이 알 수 있다.

## 같이 보기
- 하이누벨레형 신화
- 가이아
- 티아마트
- 푸루샤
- 이미르
- 큐베레
- 가상설